# Пахальчук, Фёдор Ефремович
Фёдор Ефремович Пахальчук (или Пахольчук, 16 ноября 1916 — 24 января 2012) — советский военачальник, Герой Советского Союза (1944), контр-адмирал, участник Советско-финской и Великой Отечественной войн, почётный гражданин Одессы.

## Биография
Родился 17 октября 1916 года в селе Дворик ныне Красиловского района Хмельницкой области (Украина).
В 1935 году окончил рабфак при индустриальном институте в Одессе и поступил в Киевский индустриальный институт. В 1937 году начал обучение в Военно-морском училище имени М. В. Фрунзе в Ленинграде (по комсомольскому призыву).
1939—1940 — участвовал в советско-финской войне.
В 1941—1945 — командир 2-го дивизиона катеров-тральщиков 4-й бригады траления Краснознамённого Балтийского флота, в ходе более чем 250 операций по тралению, высадке десантов, сопровождению подводных лодок и конвоев, уничтожил свыше 48 тысяч морских мин, 11 кораблей и 3 самолёта противника.
Герой Советского Союза (22 июля 1944 года).
В 1952 году окончил командный факультет Военно-морской академии им. К. Е. Ворошилова. 
С 1952 года начало службы в Порт-Артуре, командовал соединением кораблей Тихоокеанского флота.
С 1955 — назначен начальником штаба дивизии охраны водного района на Чёрном море, командовал бригадой кораблей. С 1960 — командир бригады кораблей охраны водного района Краснознамённого Черноморского флота (Одесса).
1965 — командир Потийской военно-морской базы на Чёрном море, контр-адмирал.
1972 — вышел в отставку.
31 год был Председателем Совета ветеранов АРК рыбной промышленности «Антарктика».

## Награды и звания
- Герой Советского Союза (медаль № 4023; указ от 22 июля 1944 года)[1][4];
- орден Ленина (22.07.1944);
- два ордена Красного Знамени (13.12.1943; 30.12.1956);
- орден Нахимова ІІ степени (14.09.1945, № 338);
- четыре ордена Красной Звезды[4];
- два ордена Отечественной войны 1-й степени (20.02.1943; 11.03.1985);
- медаль «За боевые заслуги» (24.06.1948);
- ряд других медалей СССР;
- орден Британской империи 5-го класса (вручен в 1944 году)[2];
- две медали «Китайско-советской дружбы» (Китай)[2];
- чехословацкий орден Красной Звезды[2];
- Украинский орден Богдана Хмельницкого III степени (5.05.1999)[5];
- Юбилейная медаль «20 лет независимости Украины» (19 августа 2011 года) — за значительный личный вклад в социально-экономическое, научно-техническое и культурно-образовательное развитие Украинского государства, весомые трудовые достижения и многолетний добросовестный труд[6];
- Почётный гражданин Одессы[3][4].

## Память
- В Одессе, на доме № 35/37 по улице Ришельевской, где проживал ветеран, была установлена мемориальная доска в его честь.